# محمد شقرون
محمد شقرون (بالفرنسية: Mohamed Chakroun)‏ هو محامي وسياسي تونسي.

شغل منصب وزير الشؤون الاجتماعية بين 1956 و 1958 وهو الأول الذي شغل هذا المنصب بعد الاستقلال في 20 مارس 1956.

بعد ذلك أصبح عميد الهيئة الوطنية للمحامين بتونس بين 1965 و 1967.

## مقالات ذات صلة
- وزارة الشؤون الاجتماعية (تونس)